# Esonius
Esonius is een kevergeslacht uit de familie van de boktorren (Cerambycidae). De wetenschappelijke naam van het geslacht werd voor het eerst geldig gepubliceerd in 1945 door Dillon & Dillon.

## Soorten
Esonius is monotypisch en omvat slechts de volgende soort:
- Esonius panopus Dillon & Dillon, 1945